# Baliny
Baliny (en allemand : Ballin) est une commune du district de Žďár nad Sázavou, dans la région de Vysočina, en République tchèque. Sa population s'élevait à 119 habitants en 2020.

## Géographie
Baliny se trouve à 5 km au sud-ouest de Velké Meziříčí, à 26 km au sud de Žďár nad Sázavou, à 28 km à l'est-sud-est de Jihlava à 137 km au sud-est de Prague.
La commune est limitée par Uhřínov au nord-ouest, par Velké Meziříčí au nord, par Oslavice au nord-est, par Oslavička au sud-est, et par Nový Telečkov au sud-ouest.

## Histoire
La première mention écrite de la localité date de 1358.

## Transports
Par la route, Baliny se trouve à 6 km de Velké Meziříčí, à 33 km de Žďár nad Sázavou, à 35 km de Jihlava et à 157 km de Prague.